# 百慕達側唇䲁
百慕達側唇䲁（學名：Hypleurochilus bermudensis），為輻鰭魚綱鳚形目䲁科側唇䲁屬的一種，分布於西大西洋美國佛羅里達州、百慕達群島、巴哈馬群島海域，深度0至8公尺，本魚體延長，稍側扁，頭鈍短，頭頂無冠膜，鼻孔1-3條觸鬚，眼上有一捲鬚，有1-6個分支，下顎有3-4個孔，頜齒呈刷狀，每個頜後部都有一個大而彎曲的犬齒，背為灰棕色，頭部紅棕色，有橙色斑點，斑點可能延伸到身體，身體白色，有6條條紋，上面較粗且顏色較深，下面較細且顏色較淺，尾鰭黃褐色，基部有一個細長的黑斑和3-5個黑條，背鰭與臀鰭略有條紋，背鰭硬棘12枚、背鰭軟條12-14枚、臀鰭硬棘2枚、臀鰭軟條15枚，體長可達10公分，棲息在沿海礫石或岩石區域，雌魚產附著性卵，雄魚有護卵行為，幼魚為浮游性，生活習性不明。